# Wohn- und Wirtschaftsgebäude Hauptstraße 5
Das Wohn- und Wirtschaftsgebäude Hauptstraße 5 in der niedersächsischen Gemeinde Rhade wurde in der zweiten Hälfte des 19. Jahrhunderts gebaut. Aktuell (2025) wird es zum Wohnen und gewerblich genutzt.
Das Gebäude steht unter Denkmalschutz (siehe auch Liste der Baudenkmale in Rhade).

## Geschichte und Beschreibung
Rhade wurde im 12. bis 14. Jahrhundert durch die Freiherren von Rahden bewohnt. Es gehört zur heutigen Samtgemeinde Selsingen im Landkreis Rotenburg (Wümme).
Das eingeschossige traufständige große Wohn- und Wirtschaftsgebäude als Zweiständer-Hallenhaus, in gleichmäßigem Gitterfachwerk mit Steinausfachungen, ziegelgedecktem Satteldach, Pferdeköpfen, regionaltypischer senkrechter Verbretterung der oberen Giebeldreiecke und Grooter Door mit Korbbogen, wurde 1859 (Inschrift) gebaut.
Das Landesdenkmalamt befand u. a.: „… ein regionstypisches Hallenhaus der zweiten Hälfte des 19. Jahrhunderts in Zweiständerkonstruktion ….“